# Dayami Sanchez
Dayami Sanchez (ur. 14 marca 1994) – kubańska siatkarka, grająca na pozycji przyjmującej i atakująca.

## Sukcesy klubowe
Superpuchar Ukrainy:
- 2020

Puchar Ukrainy:
- 2021

Mistrzostwo Ukrainy:
- 2021[2]

Puchar Rumunii:
- 2024[3]

## Sukcesy reprezentacyjne
Mistrzostwa Ameryki Północnej, Środkowej i Karaibów Juniorek:
- 2010

Puchar Panamerykański U-23:
- 2014

Igrzyska Ameryki Środkowej i Karaibów:
- 2014